# 15264 Delbrück
15264 Delbrück là một tiểu hành tinh vành đai chính với chu kỳ quỹ đạo là 1383.3773151 ngày (3.79 năm).
Nó được phát hiện ngày 11 tháng 10 năm 1990.